# Jean-Roger Milo
Pour les articles homonymes, voir Milo.
Jean-Roger Milo, de son vrai nom Salah Eldine Saoud (en arabe : صلاح الدين سعود), est un acteur français d'origine algérienne kabyle et bretonne, né le 5 juin 1957 dans le 12e arrondissement de Paris et mort le 12 octobre 2023 dans le 15e arrondissement de la même ville.

## Biographie

### Jeunesse et formation
Jean-Roger Milo naît Salah Eldine Saoud, le 5 juin 1957 à Paris 12e. À la fin des années 1970, il a 18 ans et déjà pas mal dérivé, a Créteil, à la Maison des jeunes et de la culture (MJC), il fait la connaissance du cinéma. Une caméra 16 mm Beaulieu, de la pellicule noir et blanc à gogo venant des studios de Joinville, et c'est l'aventure. «On regardait tout autour de nous, les sablières, un chat et ces myriades de mômes qui sont les moineaux des cités, et on filmait.» Il a cherché, depuis, à remettre la main sur ces bobines. Mais le temps a passé, la MJC a changé de personnel, et ses films ont disparu.
Un jour, il entend à la radio, chez Philippe Bouvard, l'acteur Sacha Pitoëff expliquer que son cours est ouvert à tous. Il l'appelle et débarque au théâtre Campagne Première. «J'avais sans doute besoin d'une autre identité. Pour moi, Pitoëff a été un professeur, mais aussi un père. Un homme», lâche-t-il avec tendresse.
À son contact, l'impétrant affronte les grands textes. Maxime Gorki, par exemple. Il joue Pepel dans Les Bas-Fonds. Se découvre une passion pour la profession d'acteur. «Depuis, j'ai vu se multiplier les cours d'art dramatique et le nombre des aspirants acteurs. Alors qu'il y a moins de pièces et de films produits aujourd'hui qu'il y a vingt ans. Tous ces jeunes t'expliquent qu'ils veulent savoir jouer bien tout de suite, en oubliant que le jeu est une affaire de mémoire des sentiments. Et, pour se souvenir de ses sentiments, il faut les avoir éprouvés, en un mot il faut avoir vécu. Et avoir su attendre. Sacha Pitoëff m'a appris à attendre.»
Premiers boulots de figurant. Il fait comme il peut, «avec les épaules que j'avais» ajoute-t-il. Il rencontre aussi des réalisateurs de films, juste par curiosité. Il téléphone à Bertrand Tavernier: « On a pris un café ensemble et on a discuté cinéma. C'était tout à fait gratuit et ça m'a apporté beaucoup. J'ai fait la même chose avec Bertrand Blier, qui m'a donné des livres à lire. C'était une époque formidable où on pouvait rencontrer les gens sans avoir l'air de les bassiner. Ils étaient disponibles. »  Il n'y pas eu de retombée immédiate. Blier ne l'a jamais embauché et Tavernier ne l'a pris que des années plus tard pour Un dimanche à la campagne. Le jeune acteur se cherche. Se lance dans la poésie. Lit Pierre de Ronsard, Victor Hugo, Stéphane Mallarmé, Tristan Corbière, Max Jacob, et écrit. En suivant des règles strictes: «J'ai écrit des sonnets, deux quatrains et deux tercets. J'ai pris mon temps. Pas plus de trois dans l'année. J'ai écrit aussi des petites nouvelles en prose. Pour moi. » Il a travaillé vingt ans pour en savoir un peu plus sur l'agencement des mots, pour acquérir des techniques de composition, « un jeu cruel », dit-il. « J'aime bien l'idée d'être un élève toute ma vie. » 

### Carrière
Au début des années 1980, Jean-Roger Milo apparaît au cinéma dans des films policiers où il tient des rôles de méchant, comme Tir Groupé et Un Dimanche De Flic. Dans L'As Des As, il fait partie de l'équipe de sportifs aux côtés de Jean-Paul Belmondo. Cantonné dans cet emploi, l'expérience est douloureuse. «Jouer, c'est toujours un acte contre sa nature. Même ceux dont la gueule dégage un soupçon de folie rêvent parfois d'un rôle coin du feu.» Engagé pour tenir le rôle du méchant principal dans le film Rue Barbare, en 1984, il est blessé dans une bagarre en protégeant un enfant dès le début du tournage et doit être remplacé par Bernard-Pierre Donnadieu : cet incident lui vaut à tort d'avoir mauvaise réputation dans les milieux du cinéma et ralentit sa carrière,.
Il réapparaît ensuite au cinéma dans des rôles d'importance variable. Dans Sarraounia, en 1986, il incarne Paul Voulet. Il tient des rôles hauts en couleur dans L.627 (1992) de Bertrand Tavernier, et en 1993 il perd trente kilos pour jouer Chaval dans  Germinal  de Claude Berri. «Il y a des rôles qui te coûtent, qui t'épuisent.» Une fois de plus, Jean-Roger Milo se retrouve étiqueté, cette fois-ci mineur et violent. Sa prestation lui vaut d'être nommé au César du meilleur acteur dans un second rôle. L'Express fait l'éloge de son interprétation en le décrivant comme « une tronche de passionné, de violent ; un hurlant. Un Chaval que Zola eût adoré ». Il tourne à nouveau sous la direction de Berri, en 1997, dans Lucie Aubrac , où il incarne un personnage plus proche de lui, Maurice David, un ami de Lucie et Raymond Aubrac, «un sacré bonhomme, courageux et volontaire. J'ai eu envie de jouer ce tailleur résistant, ajoute-t-il. Il a parlé à ma mémoire.» Libération le qualifie à cette occasion de « véritable révélation ». Jean-Roger Milo jouera aussi dans des films populaires comme Le Pari (1997) de Didier Bourdon et Bernard Campan et Astérix et Obélix contre César (1999) de Claude Zidi où il prêtera ses traits au forgeron Cétautomatix.
En 1999, il est un des rôles principaux dans Prison à Domicile ou le téléfilm Les Sagards (1999) de Dominique Ladoge qui confie : « J'ai écrit Les Sagards pour lui et nous avons passé des semaines dans les monts du Forez à dessiner touche par touche le personnage d'Abel Vagney. Dans ma filmographie, il y a eu un avant et un après Jean-Roger. Je n'ai jamais retrouvé un tel investissement ni une telle exigence »[réf. nécessaire].
Par la suite, Jean-Roger Milo se retire du cinéma pour aller vivre à la montagne. Gustave Kervern et Benoît Delépine tentent de le faire revenir sur les écrans en 2014 en lui confiant le rôle principal du film Near Death Experience  mais leurs contacts n'aboutissent pas et le rôle est finalement tenu par Michel Houellebecq,.

### Mort
Jean-Roger Milo meurt le 12 octobre 2023 à Paris 15e, à l'âge de 66 ans,,. Il est incinéré. Après son décès, les hommages de ses amis se multiplient dont celui de l’actrice Cécile Bois qui publie sur son compte Instagram « Je l’ai rencontré lors du tournage de Germinal. Je n’avais jamais rencontré un acteur comme lui. Je gardais mes distances tant sa force de jeu pulvérisait tout ce que j’avais pu voir ou vivre. Claude Berri comme Tavernier ou Charef ne s’y étaient pas trompés. Pour ne parler que d’eux ».

## Filmographie

### Cinéma

#### Longs métrages
- 1978 : La Tortue sur le dos de Luc Béraud
- 1978 : La Clé sur la porte d'Yves Boisset
- 1979 : Le Divorcement de Pierre Barouh
- 1980 : Rosy la Bourrasque de Mario Monicelli
- 1980 : La Femme flic d'Yves Boisset : le voyou au rasoir
- 1980 : La Bande du Rex de Jean-Henri Meunier
- 1981 : Le Jardinier de Jean-Pierre Sentier
- 1982 : Boulevard des assassins de Boramy Tioulong : Ricco
- 1982 : Tir groupé de Jean-Claude Missiaen : Samson Balestra
- 1982 : L'As des as de Gérard Oury : Émile
- 1983 : Un dimanche de flic de Michel Vianey : Dansevitch
- 1983 : La Lune dans le caniveau de Jean-Jacques Beineix
- 1983 : Le Marginal de Jacques Deray : le gardien du squatt
- 1984 : Canicule d'Yves Boisset : Julio
- 1984 : Un dimanche à la campagne de Bertrand Tavernier : le pêcheur
- 1985 : Les Enragés de Pierre-William Glenn : Laurent dit « La Sueur »
- 1985 : Les Loups entre eux de José Giovanni : Bastien
- 1986 : Sarraounia de Med Hondo : le capitaine Voulet
- 1986 : Les Clowns de Dieu de Jean Schmidt : Carcasse
- 1987 : Cayenne Palace d'Alain Maline : Lionel
- 1989 : Radio Corbeau d'Yves Boisset : un ouvrier en colère
- 1989 : La Vie et rien d'autre de Bertrand Tavernier : Monsieur Lebègue
- 1992 : L.627 de Bertrand Tavernier : Manuel
- 1993 : Germinal de Claude Berri : Chaval
- 1997 : Lucie Aubrac de Claude Berri : Maurice
- 1997 : Le Pari de Didier Bourdon et Bernard Campan : le policier
- 1999 : Prison à domicile de Christophe Jacrot : Marcus Stekner
- 1999 : Astérix et Obélix contre César de Claude Zidi : Cétautomatix, le forgeron
- 2000 : Sauve-moi de Christian Vincent : Willy
- 2001 : La Fille de Keltoum de Mehdi Charef : Djibril
- 2004 : San Antonio de Frédéric Auburtin : Mathias

#### Courts métrages
- 1982 : Le Point d'eau de Valérie Moncorgé
- 1999 : Sous-sols de Jérôme Le Maire : le Templier
- 2000 : La Tartine de Nathan Miller : Jean

### Télévision

#### Téléfilms
- 1983 : Pablo Est Mort de Philippe Lefebvre
- 1989 : Manon Roland d'Édouard Molinaro : Roederer
- 1991 : Femme de Voyou de Georges Birtschansky : Falconi
- 1999 : Les Sagards  de Dominique Ladoge : Abel Vagney

#### Séries télévisées
- 1981 : Histoire Contemporaine : Lecœur (mini-série)
- 1982 : Toutes Griffes Dehors (mini-série)

## Distinctions

### Nomination
- César 1994 : Meilleur acteur dans un second rôle dans Germinal.